# Maison des Fontanges
La maison des Fontanges est une maison située en France sur la commune de Paulhenc (Cantal), en région Auvergne-Rhône-Alpes.

## Historique
La demeure date du 3e quart du XVIe siècle.

### Protection
Le linteau de porte sculpté et armorié, daté de 1561, est classé au titre des monuments historiques par arrêté du 5 juin 1953.